# Synthetoceras
Synthetoceras (лат. , от др.-греч. σύνθετος κέρας «сложный или составной рог») — род вымерших растительноядных парнокопытных
млекопитающих. Обитали в штатах Вайоминг и Небраска в позднем миоцене. Описан Стиртоном в 1932 году.
Синтетоцерас — типовой род подсемейства Synthetoceratinae, трибы Synthetoceratini. Отнесён к семейству Protoceratidae по Стиртону (1932), Термонду и Джонсу (1981) и Кэрроллу (1988); к Synthetoceratinae по Хьюлберту и Уитмору (2006); и к Synthetoceratini по Уэбб (1981), Протеро (1998), Webb et al (2003) и Prothero и Ludtke (2007).

## Описание
При длине 2 метра Synthetoceras являлись самыми большими протоцератидами. У Synthetoceras было 3 рога. Два рога находились над глазами и напоминали рога современных рогатых млекопитающих. А третий носовой рог был в форме буквы Y и длинный. Только у самцов был такой рог и они, возможно, пользовались им для схваток за самку или за территорию.
Три ископаемых экземпляра синтетоцерасов измерялись M. Mendoza, C. M. Janis, and P. Palmqvist по массе тела. Результат:
- Образец первый: 332,4 кг (730 фунтов)
- Образец второй: 228,3 кг (500 фунтов)

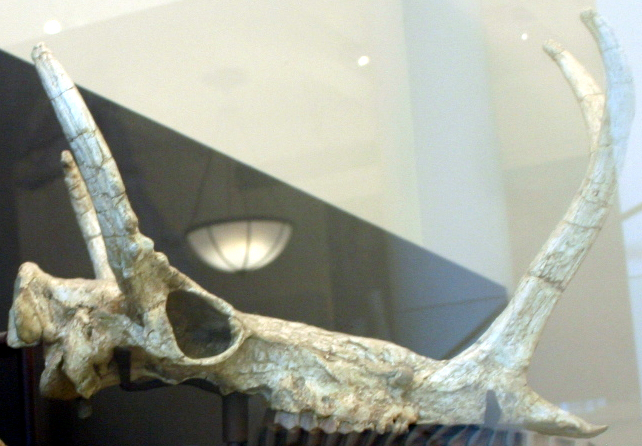
Череп Synthetoceras